# Trentepohlia (Mongoma) saipanensis
Trentepohlia (Mongoma) saipanensis is een tweevleugelige uit de familie steltmuggen (Limoniidae). De soort komt voor in het Australaziatisch gebied.